# خولیو بافرینی
خولیو بافرینی (اسپانیایی: Julio Buffarini‎؛ زادهٔ ۱۸ اوت ۱۹۸۸) بازیکن فوتبال اهل آرژانتین است.

## باشگاهی
از باشگاه‌هایی که در آن بازی کرده‌است می‌توان به باشگاه فوتبال اوئسکا، باشگاه ورزشی سن لورنسو آلماگرو، باشگاه فوتبال سائو پائولو و باشگاه فوتبال بوکا جونیورز اشاره کرد.